# BTS World: Original Soundtrack
| Đánh giá chuyên môn | Đánh giá chuyên môn |
| Nguồn đánh giá      | Nguồn đánh giá      |
| Nguồn               | Đánh giá            |
| ------------------- | ------------------- |
| Pitchfork           | 4.6/10              |

BTS World: Original Soundtrack là album nhạc phim cho trò chơi di động BTS World của Netmarble. Được phát hành vào ngày 28 tháng 6 năm 2019, 2 ngày sau khi trò chơi được phát hành, album có 4 đĩa đơn của nhóm nhạc nam Hàn Quốc BTS và các bản nhạc cụ từ trò chơi. Bản phát hành của nó trước đó là đĩa đơn "Dream Glow" (hợp tác với ca sĩ người Anh Charli XCX), đĩa đơn "A Brand New Day" (hợp tác với ca sĩ người Thụy Điển Zara Larsson) và đĩa đơn "All Night" (hợp tác với rapper và ca sĩ người Mỹ Juice Wrld). Vào ngày 26 tháng 6, đĩa đơn "Heartbeat" đã được tiết lộ trong trò chơi sau khi phát hành. Album ra mắt ở vị trí số 1 trên Gaon Album Chart, và là đĩa đơn quán quân đầu tiên của nhóm ở Tây Ban Nha. Ngoài ra, nó cũng đã trở thành album nhạc phim K-pop đầu tiên ra mắt trên bảng xếp hạng Top Soundtracks của Billboard.

## Bối cảnh và phát hành
Album nhạc phim bao gồm các bản nhạc mới của BTS cho trò chơi di động BTS World sắp ra mắt của nhóm, lần đầu tiên được công bố vào ngày 4 tháng 6 năm 2019 (ở Hàn Quốc, ngày 5 tháng 6 ở các địa điểm khác). Một bài hát chưa được đặt tên cho nhóm nhỏ của các thành viên Jin, Jimin và Jungkook, sẽ được phát hành trước album nhạc phim vào ngày 7 tháng 6.
Vào ngày 10 tháng 6 năm 2019, các liên kết đến các trang web thương mại điện tử khác nhau của Hàn Quốc, nơi các bản vật lý của album nhạc phim có thể được đặt hàng trước đã được chia sẻ thông qua tài khoản Twitter của Big Hit. Một liên kết tiếp theo để mua toàn cầu thông qua Weply đã được chia sẻ từ tài khoản Twitter chính thức của nền tảng. Đơn đặt hàng trước cho album bắt đầu cùng ngày hôm đó.
Vào ngày 27 tháng 6, nó được tiết lộ rằng album chính thức sẽ có tổng cộng 14 bài hát, bao gồm 3 bài hát chủ đề, nhạc nền và 7 bài hát solo theo "chủ đề". Nó cũng được tiết lộ rằng sẽ có một video âm nhạc được phát hành cho đĩa đơn "Heartbeat", đây là bài hát chủ đề trong album.

### Đĩa đơn
Ba đĩa đơn đã được phát hành trước album. Đĩa đơn đầu tiên "Dream Glow", hợp tác với ca sĩ người Anh Charli XCX, được phát hành vào ngày 7 tháng 6 năm 2019. Đĩa đơn thứ hai, "A Brand New Day" với ca sĩ người Thụy Điển Zara Larsson, được phát hành vào ngày 14 tháng 6. Đĩa đơn thứ ba, "All Night" với rapper người Mỹ Juice Wrld, được phát hành vào ngày 21 tháng 6.
Đĩa đơn thứ tư, "Heartbeat", ban đầu được phát hành trong trò chơi vào ngày 26 tháng 6, và sau đó được phát hành trên toàn cầu vào ngày 28 tháng 6 khi các phiên bản kỹ thuật số và vật lý của album có sẵn. Một video âm nhạc đi kèm, bao gồm cảnh trong buổi hòa nhạc của nhóm và các cảnh trong trò chơi, đã được phát hành đồng thời với bài hát.

## Danh sách bài hát
| Phiên bản CD     | Phiên bản CD                         | Phiên bản CD                                                | Phiên bản CD       | Phiên bản CD |
| STT              | Nhan đề                              | Sáng tác                                                    | Sản xuất           | Thời lượng   |
| ---------------- | ------------------------------------ | ----------------------------------------------------------- | ------------------ | ------------ |
| 1.               | "Heartbeat"                          | Coyle Girelli J-Hope Lee Hyun RM Bang Si-hyuk               | DJ Swivel          | 4:13         |
| 2.               | "Dream Glow" (với Charli XCX)        | Stargate Charli XCX Ryn Weaver Bobby Chung                  | Stargate           | 3:07         |
| 3.               | "A Brand New Day" (với Zara Larsson) | Larsson J-Hope Yoo Gi-ta Mura Masa Max Wolfgang Scott Quinn | Mura Masa          | 3:25         |
| 4.               | "All Night" (với Juice Wrld)         | RM Suga Juice Wrld Powers Pleasant Marric Strobert          | RM Powers Pleasant | 3:36         |
| 5.               | "Captain" (chủ đề của Namjun)        | Kang Minkook Brandon Jung                                   |                    | 3:19         |
| 6.               | "Cake Waltz" (chủ đề của Jimin)      | Minkook Lim Hyunji                                          |                    | 3:44         |
| 7.               | "Shine" (chủ đề của Yunki)           | Jung                                                        |                    | 3:52         |
| 8.               | "Not Alone" (chủ đề của Jeongguk)    | Minkook Hyunji                                              |                    | 3:45         |
| 9.               | "Friends" (chủ đề của Hoseok)        | Jung                                                        |                    | 3:30         |
| 10.              | "Wish" (chủ đề của Seok Jin)         | Minkook                                                     |                    | 3:57         |
| 11.              | "Flying" (chủ đề của Taehyung)       | Skylar Nam Victor Kong                                      |                    | 3:36         |
| Tổng thời lượng: | Tổng thời lượng:                     | Tổng thời lượng:                                            | Tổng thời lượng:   | 40:04        |

| Phiên bản kỹ thuật số | Phiên bản kỹ thuật số                  | Phiên bản kỹ thuật số | Phiên bản kỹ thuật số |
| STT                   | Nhan đề                                | Sáng tác              | Thời lượng            |
| --------------------- | -------------------------------------- | --------------------- | --------------------- |
| 12.                   | "LaLaLa" (thể hiện bởi Okdal)          | Minkook Jung Jichan   | 3:11                  |
| 13.                   | "You Are Here" (thể hiện bởi Lee Hyun) | Minkook Jichan        | 3:36                  |
| 14.                   | "You Are Here" (Inst.)                 | Minkook Jichan        | 3:36                  |
| Tổng thời lượng:      | Tổng thời lượng:                       | Tổng thời lượng:      | 50:27                 |

## Bảng xếp hạng
| Bảng xếp hạng (2019)                     | Vị trí cao nhất |
| ---------------------------------------- | --------------- |
| Album Argentine (CAPIF)                  | 15              |
| Album Úc (ARIA)                          | 55              |
| Album Áo (Ö3 Austria)                    | 16              |
| Album Bỉ (Ultratop Vlaanderen)           | 19              |
| Album Bỉ (Ultratop Wallonie)             | 48              |
| Album Canada (Billboard)                 | 58              |
| Album Đan Mạch (Hitlisten)               | 37              |
| Album Hà Lan (Album Top 100)             | 24              |
| Album Phần Lan (Suomen virallinen lista) | 16              |
| Album Pháp (SNEP)                        | 16              |
| Album Đức (Offizielle Top 100)           | 7               |
| Album Hungaria (MAHASZ)                  | 9               |
| Album Ý (FIMI)                           | 38              |
| Album Nhật Bản (Oricon)                  | 4               |
| Album Nhật Bản (Billboard Japan)         | 40              |
| Album Lithuania (AGATA)                  | 8               |
| Album New Zealand (RMNZ)                 | 16              |
| Album Ba Lan (ZPAV)                      | 2               |
| Album Scotland (OCC)                     | 91              |
| Album Hàn Quốc (Gaon)                    | 1               |
| Album Tây Ban Nha (PROMUSICAE)           | 1               |
| Album Thụy Sĩ (Schweizer Hitparade)      | 6               |
| Album Hoa Kỳ Billboard 200               | 26              |
| Hoa Kỳ Top Soundtracks (Billboard)       | 2               |
| Hoa Kỳ World Albums (Billboard)          | 1               |

| Bảng xếp hạng (2019)    | Vị trí |
| ----------------------- | ------ |
| Album Hungary (MAHASZ)  | 89     |
| Album Nhật Bản (Oricon) | 72     |
| Album Hàn Quốc (Gaon)   | 5      |